# بات أوديا
بات أوديا (بالإنجليزية: Pat O'Dea)‏ هو منافس ألعاب قوى أمريكي، ولد في 17 مارس 1872 في Kilmore, Victoria ‏ في أستراليا، وتوفي في 5 أبريل 1962 في سان فرانسيسكو في الولايات المتحدة.

## وصلات خارجية
- بات أوديا على موقع AustralianFootball.com (الإنجليزية)
- بات أوديا على موقع الموسوعة البريطانية (الإنجليزية)